# TV 2 (Danimarca)
TV 2 è un canale televisivo pubblico danese con sede ad Odense, che ha iniziato le trasmissioni il 1º ottobre 1988.
Dal primo novembre 2009, come tutti gli altri canali televisivi danesi, ha iniziato a trasmettere in digitale.

## Storia
Dal 1949 Danmarks Radio era stato l'unico fornitore di televisione in Danimarca, volendo porre fine al monopolio, il Folketing ha votato il 30 maggio 1986, per creare TV2, come seconda scelta per la televisione di servizio pubblico. Al momento della sua istituzione, aveva iniziato le sue trasmissioni sperimentali di test, e quindi, due anni dopo, ha quindi iniziato la sua trasmissione ufficiale il 1 ottobre 1988, con il suo primo programma in corso ' 'Danish Symphony' 'che viene trasmesso alle 17:00, seguito dalle notizie alle 19:30.

## Abbonamento
Dal 1º novembre 2009 tutte le trasmissioni televisive danesi sono diventate digitali con standard DVB-T e MPEG4. Al momento, TV 2 non ha crittografato il loro canale principale, ma TV 2 ZULU, TV 2 CHARLIE, TV 2 FRI, TV 2 NEWS e TV 2 SPORT sono solo canali di abbonamento.
Anche se TV 2 è stata trasmessa per via terrestre in chiaro da quando è stato lanciato il canale, a partire dall'11 gennaio 2012 ha iniziato a crittografare il canale principale con un canone mensile di 12.50 corone danesi che doveva essere pagato, insieme all'acquisto o al noleggio di un decodificatore
Nella Svezia meridionale e nella Germania più settentrionale (dove vive una minoranza danese), ciò comporta notevoli difficoltà per i telespettatori in Germania e Svezia, poiché gli abbonati hanno bisogno di un indirizzo postale danese per ordinare una scheda decodificatore.

## Canali regionali
| Canale          | Area Servita                              |  |
| --------------- | ----------------------------------------- |  |
| TV Syd          | Sud Jutland incluso Schleswig meridionale |  |
| TV 2/Fyn        | Fionia                                    |  |
| TV 2/Øst        | Ovest Selandia                            |  |
| TV 2/Nord       | Nord Jutland, Groenlandia e Fær Øer       |  |
| TV 2/Lorry      | Nord Selandia e Copenaghen                |  |
| TV/Midt-Vest    | Centro e ovest Jutland                    |  |
| TV 2/Østjylland | Est Jutland                               |  |
| TV 2/Bornholm   | Bornholm                                  |  |

## Canali tematici
- TV 2 Zulu, target 15-30 anni
- TV 2 Charlie, dedicato alle serie televisive
- TV 2 Film
- TV 2 Sport
- TV 2 News

## Programmazione
Nei giorni feriali, TV 2 inizia con Go'morgen Danmark (Buongiorno Danimarca), l'unico talk show della Danimarca in televisione.
Alle 11:00 consegnano alle regioni che trasmettono alle 12:30 (con un'interruzione per le notizie nazionali). Ciò è seguito dalla programmazione pomeridiana di TV 2 che consiste principalmente in serie drammatiche e sitcom americane. Le stazioni regionali trasmettono anche bollettini pomeridiani e serali, oltre a un notiziario più lungo alle 19:30.
I principali notiziari nazionali della TV 2 sono mostrati alle 19:00 e alle 22:00, ma i bollettini del mattino (primo notiziario alle 7:00), alle 12:00, alle 14:00, alle 16:00 e alle 18:00 sono stati aggiunti al anni.
La maggior parte degli spettacoli non realizzati in Danimarca, così come le interviste condotte originariamente in una lingua straniera (ad esempio, per notizie e programmi di attualità), sono mostrati nella loro lingua originale con sottotitoli in danese. L'eccezione a questa pratica è rappresentata da serie animate destinate ai bambini che sono doppiate in danese.

## Finanziamento
Storicamente TV 2 è stata finanziata dal canone televisivo e dalla pubblicità. Tuttavia, sebbene i canali regionali siano ancora parzialmente finanziati in questo modo, i finanziamenti attraverso il canone per il canale principale è terminato nel luglio 2004.
Questa forma di doppio finanziamento, insieme a una grande iniezione di capitale (per coprire un disavanzo di 1 miliardo di DKK (134 milioni di euro)) dallo Stato danese, è attualmente oggetto di indagine da parte dell'UE; accuse secondo cui il doppio finanziamento ha costituito un aiuto di Stato illegale.